# Arnór Smárason
Arnór Smárason (ur. 7 września 1988 w Akranes) – islandzki piłkarz występujący na pozycji napastnika. Od 2021 jest zawodnikiem Valur.

## Kariera klubowa
Smárason karierę rozpoczynał jako junior w klubie Akraness. W 2004 roku, mając 16 lat przeszedł do juniorskiej ekipy holenderskiego sc Heerenveen. Do jego pierwszej drużyny został włączony w 2008 roku. W Eredivisie zadebiutował 16 lutego 2008 w zremisowanym 2:2 meczu z Heraclesem Almelo. W sezonie 2007/2008 rozegrał dwa ligowe spotkania, a jego klub zajął 5. miejsce w klasyfikacji końcowej Eredivisie. 18 października 2008 w zremisowanym 2:2 pojedynku z Rodą Kerkrade zdobył pierwszego gola w trakcie gry w Eredivisie. W sezonie 2008/2009 zagrał w 21 ligowych meczach i strzelił w nich 2 gole. Z klubem wywalczył także Puchar Holandii oraz 5. miejsce w Eredivisie. Dotarł z nim także do drugiej rundy Pucharu UEFA.
Sezon 2009/10 był dla niego kompletnie nieudany Arnór przez prawie cały sezon leczył kontuzje i zagrał tylko w dwóch meczach, a klub grał bardzo słabo, odpadł już w fazie grupowej Ligi Europy i zajął odległe 11. miejsce nie kwalifikując się nawet do baraży o ligę Europy. Po sezonie napastnikowi skończyła się umowa, a klub nie chciał jej przedłużać z powodu złej sytuacji finansowej. Arnór cieszył się bardzo dużym zainteresowaniem wielu klubów z Anglii, Holandii, Niemiec i Skandynawii. Oficjalnie zainteresowana była Fortuna Düsseldorf, jednak do pozyskania zawodnika nie doszło. W czerwcu duże zainteresowanie wykazywał duński Esbjerg fB, 7 czerwca zawodnik oficjalnie przeszedł do klubu z Esbjergu. W 2013 roku został zawodnikiem Helsingborgs IF. W 2015 wypożyczono go do Torpeda Moskwa. W 2016 przeszedł do Hammarby IF.
29 lipca 2018 podpisał kontrakt z norweskim klubem Lillestrøm SK, umowa do 31 grudnia 2020.

## Kariera reprezentacyjna
W reprezentacji Islandii Smárason zadebiutował 28 maja 2008 w przegranym 0:1 towarzyskim meczu z Walią. 11 lutego 2009 w wygranym 2:0 towarzyskim spotkaniu z Liechtensteinem strzelił pierwszą bramkę w trakcie gry w drużynie narodowej. Obecnie Smárason powoływany jest do kadry na mecze eliminacji Mistrzostw Świata 2010.

## Życie prywatne
Smárason jest kuzynem Pétura Péturssona, byłego piłkarza, zawodnika m.in. Feyenoordu, Anderlechtu oraz Hérculesa CF.